# Парабен
Парабените са клас химични вещества, широко използвани като консерванти в козметичната и фармацевтичната индустрия. Парабените са ефективни консерванти, участващи в много формули. Тези съединения и техните соли се използват предимно заради бактерицидните и фунгицидните им свойства. Могат да бъдат намерени в шампоани, овлажнители, гелове за бръснене, лубриканти, бронзанти, гримове  и пасти за зъби. Използват се и като добавки към храни.
Тяхната ефективност, съчетана с ниската им цена, дългата история на употребата им, ниската ефективност на естествените им алтернативи (като екстракт от семената на грейпфрут) може би обяснява защо парабените са толкова разпространени. Въпреки това, ролята им става все по-оспорвана, тъй като в много ниски концентрации са открити при тумори от рак на гърдата (около 20 ng/g от тъканта). Парабените слабо наподобяват естрогена (хормон, известен с ролята си при развитието на рака на гърдата). Въпреки това, няма установена връзка между парабените и рака. 

## Химия
Парабените са естери на пара-хидробензоена киселина, откъдето произлиза името им. Най-често срещаните парабени са метилпарабени (E номер E218), етилпарабени (E214), пропилпарабени (E216) и бутилпарабени. По-малко известни парабени са изобутилпарабени, изопропилпарабени, бензилпарабени и техните соли.

## Разпространение
Някои парабени съществуват в растенията. Например, в синята боровинка са открити метилпарабени, които действат като антимикробно средство.

## Синтезиране
Всички парабени, използвани в индустрията, са синтетично създадени, въпреки че някои са еднакви с тези, открити в природата. Те са създадени чрез естерифицирането на пара-хидробензоена киселина със съответния алкохол. пара-хидроксибензоената киселина от своя страна е произведена от модифицирана реакция на Колбе-Шмит, чрез калий феноксид и въглероден диоксид.

### Алергични реакции
При хора с нормална кожа обикновено парабените не са дразнещи и не предизвикват алергични реакции. Въпреки това, парабените могат да предизвикат дразнене и контактен дерматит и купероза у хора с алергия към парабените, но това е при малък процент от хората.

### Рак на гърдата
Средни нива от 20 ng/g (нанограма на грам) парабени са отчетени в малки проби от 20 тумора. Тези открития, заедно с доказаната способност на някои парабени частично да наподобяват естрогена – хормон, имащ роля в развитието на рака на гърдата, карат някои учени да смятат, че наличието на парабени може да се свързва с появата на рак на гърдата, и да искат провеждането на изследвания за съществуването на подобна връзка. Водещият британски изследовател, молекулярната биоложка Филипа Дарбре, твърди, че естерната форма на парабените, открити в туморите, доказва, че те са получени в резултат на нанасяне на вещество върху кожата, като например дезодорант против изпотяване, крем или спрей за тяло. Освен това, според нея резултатите обясняват защо до 60% от всички случаи на рак на гърдата са открити в едва една пета от гърдата – по-конкретно горната външна част, близо до мишницата. „От това изследване не е възможно да се каже дали парабените в действителност са причинили туморите, но със сигурност могат да бъдат свързвани с цялостното увеличаване случаите на рака на гърдата. Имайки предвид факта, че ракът на гърдата често причинява смърт при жените, и че голям процент млади жени използват дезодорант против изпотяване, смятам, че трябва да бъде финансирано провеждането на изследвания върху парабените и къде се откриват в тялото“, казва Филип Харви, редактор на Journal of Applied Toxicology, който публикува изследването. Едно изследване от 2004 г. на Northwestern University доказва, че диагнозата на рак на гърдата в по-ранна възраст е свързана с по-честа употреба на дезодоранти против изпотяване и бръснене под мишниците. „Лично аз смятам, че има голяма връзка между хигиенните навици в зоната под мишниците и рака на гърдата“, казва имунологът д-р Крис Макграт, автор на изследване за рака на гърдата.